# Coppa Europa di atletica leggera 2003
La Coppa Europa di atletica leggera 2003 si è tenuta a Firenze, in Italia dal 21 al 22 giugno.

## Classifiche finali

### Super league
| Pos. | Nazione     | Pt.   |
| ---- | ----------- | ----- |
| 1    | Francia     | 109   |
| 2    | Germania    | 100,5 |
| 3    | Regno Unito | 96    |
| 4    | Russia      | 92    |
| 5    | Italia      | 84    |
| 6    | Polonia     | 83    |
| 7    | Spagna      | 80    |
| 8    | Grecia      | 74,5  |

| Pos. | Nazione     | Pt.  |
| ---- | ----------- | ---- |
| 1    | Russia      | 130  |
| 2    | Germania    | 103  |
| 3    | Francia     | 102  |
| 4    | Regno Unito | 83   |
| 5    | Spagna      | 82   |
| 6    | Grecia      | 78,5 |
| 7    | Romania     | 77,5 |
| 8    | Italia      | 62   |